# Роберт Сципіо фон Лентулус
Роберт Сципіо фон Лентулус (нім. Robert Scipio Freiherr von Lentulus; *18 квітня 1714 р., м. Відень — †26 грудня 1786 р., м. Берн) — військовий офіцер, спочатку на австрійській службі, пізніше на прусській службі, у Бернському міністерстві. Він був серед довірених офіцерів Фрідріха Великого та служив йому і як дипломат, а пізніше губернатором Невшателю. Він був керівником прусського кавалерійського полку в 1758—1778 роках.

## Життєпис
Походив зі старої римської дворянської родини (котра називалася Лентулус лат. Lentulus), яка приблизно 1592 р. емігрувала до міста Берн. Його батько Цезар Йосип фон Лентулус (пом. 1744 р.) служив австрійським військовим і дав Роберту Сципіону освіту в школі віденських єзуїтів. Він увійшов до австрійської імперської армії в 1728 році як фенрих (кадет) в Драгунському полку «Філіппі».
У війні за польську спадщину Лентулус брав участь у кампанії 1734 р. в Італії як ад'ютант фельдмаршала графа Клода Флорімонда де Мерсі, який помер 28 червня в битві під Сан-П'єтро (Партинська битва). У 1735 р. він приєднався до кампанії в Рейнланді. Пізніше воював у австро-турецькій війні 1737—1739 рр. і 1742—1744 рр. брав участь у походах у Баварії та Богемії під час війни за австрійське правонаступництво. Крім того, Лентулус брав участь у військово-дипломатичних переговорах після перемир'я 1735 р., у врегулюванні кордону між Банатом і Сербією після Белградського миру. Мав довгі подорожі в Італії та на Сході.
Виступав проти прусського полководця Готфріда Емануеля фон Ейнзиделя під час Другої Сілезької війни 16 вересня 1744 р.. Австрійський полководець у Празі Фердинанд Філіпп фон Харш погодився капітулювати після двотижневої облоги Лентулуса, в той час капітана, котрий відмовився підписати капітуляційний сертифікат і розбив його: йому було наказано боротися, щоб захистити Прагу, але не здаватися. Це вразило прусського короля Фрідріха II, і він хотів взяти Лентулуса на службу.

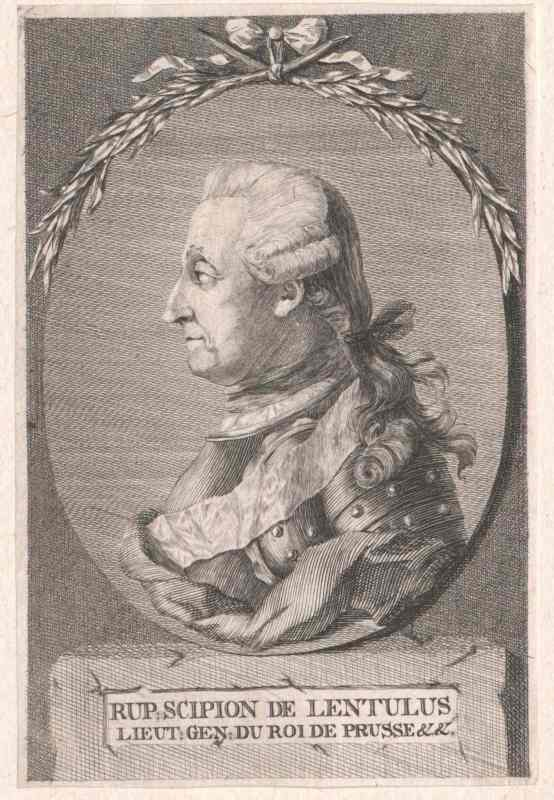
Роберт Сципіо фон Лентулус

Лентулус залишив австрійську армію, щоби поїхати до Берну. Після мирного врегулювання 1745 року князь Леопольд I переконав Лентулуса вступити на службу в прусську армію. Лентулус вступив у пруську армію в 1746 р. кавалерійським офіцером, майора; Фредерік призначив його ад'ютантом. За Лентулуса вийшла заміж Елізабет Луїс Генріет Огюст Софі, дочка державного міністра та графа Фредеріка Альберта фон Шверина.
Протягом Семирічної війни Лентулус служив у королівському штабі і був відправлений до кількох дипломатичних місій; і після битви при Лобозит, він видав повідомлення про перемогу в м. Лондоні. Тоді він бився в Празькій битві, а потім у битві під Коліном. Особливо він відрізнився в битві під Росбахом, коли він переслідував біженців французької армії. Згодом Лентулус очолив бригаду утворену з Кірасирського полку № 13 і полку № 10. У битві під Лейтеном під командуванням генерал-майора Ганса Йоахіма фон Цітена він відрізнився на австрійському лівому фланзі, і Фрідріх дав йому винагороду тисячі талерів. У 1757 р. Лентулус був призначений на генерала.
У 1758 р. Лентулус був призначений керувати полком No. 3, яким керував до 1778 р.. У квітні 1758 р. він взяв участь у облозі Свідниці з семи полками, а потім перемістився з армією Фрідріха до Моравії. У битві коло Цорндорфу та при Хохкірсі він знову відзначився як полководець. У 1759 р. служив у Сілезії. У 1760 р. він воював на чолі двох драгунських полків у битві біля Лігниці, командував поштовими дорогами в Сілезії. Закінченням служби для Лентулуса була битва під Райхенбахом 16 серпня 1762 р..
У 1768 р. Фрідріх призначив генерал-лейтенанта Лентулуса на губернатора Невшателя в Швейцарії, що було під прусським правлінням. Він був офіційним губернатором міста після Гаудо Афаїра. Лентулус відмовився від посади в 1779 р..
Протягом усієї своєї кар'єри в Пруссії Лентулус належав до найближчого кола короля, особливо в роки після війни, де його цінували за його освіту та інтелект. Ще в 1752 р. Лентулус був присутній на весіллі брата короля Генріха з гессенською княгинею Вільгельміною. У 1769 р. Лентулус був присутній у Нейсе на зустрічі Фрідріха II з австрійським імператором Йосипом II. Після першого поділу Польщі Фрідріх відправив його в Східну Пруссію в 1773 р., щоб перейняти володіння новопридбаної провінції та встановити прусське правління.
У 1778—1779 рр. Лентулус брав участь у служінні принца Генріха під час війни за Баварію, але пішов у відставку через старість. Після виходу на пенсію Лентулус повернувся до Берну. За рекомендацією Лентулуса вже 1768 р. утворено було перші три єгерські підрозділи стрільців у Берні (Бернське високогір'я). У тому ж році Франц Рудольф Фрішинг був призначений капітаном у 1-й Бернський єгерський полк створений Лунтулусом.
Лентулус помер в 1786 р. у своєму маєтку в парку «Мон Репос» біля Берну, де його могила розташована на найвищій точці пагорба, названого на честь нього «Лентула». І поблизу вулиця також названа на його честь «Лентула».
Він був лицарем ордену Чорного Орла. У 1851 р. його ім'я було включено в кінну статую Фрідріха Великого, серед інших чоловіків, які допомагали заснувати прусську державу.